# Agrothereutes neodiprionis
Agrothereutes neodiprionis är en stekelart som först beskrevs av Joseph Augustine Cushman 1939.  Agrothereutes neodiprionis ingår i släktet Agrothereutes och familjen brokparasitsteklar. Inga underarter finns listade i Catalogue of Life.